# Nu Image
Millennium Media in precedenza Nu Image e Millennium Films, è una casa di produzione cinematografica statunitense con sede a Los Angeles, guidata da Avi Lerner.
È nata nel 1992 e si è specializzata nella produzione di film a basso costo, per la maggior parte di lungometraggi direct-to-video e film per la TV.
Nel 2005 ha comprato un'altra casa di produzione cinematografica, la Boyana Film. Si tratta del più grande film studio dell'Europa orientale e ha la sede in Bulgaria. Proprio in seguito all'acquisizione, Nu Image ha girato molti suoi film in Bulgaria.

## Produzioni (parziale)
- I mercenari 4 - Expendables (Expend4bles), regia di Scott Waugh (2023)
- Come ti ammazzo il bodyguard 2 - La moglie del sicario, regia di Patrick Hughes (2021)
- The Outpost, regia di Rod Lurie (2020)
- Rambo: Last Blood, regia di Adrian Grunberg (2019)
- Attacco al potere 3 - Angel Has Fallen (Angel Has Fallen), regia di Ric Roman Waugh (2019)
- Hellboy, regia di Neil Marshall (2019)
- Hunter Killer - Caccia negli abissi (Hunter Killer), regia di Donovan Marsh (2018)
- Come ti ammazzo il bodyguard (The Hitman's Bodyguard), regia di Patrick Hughes (2017)
- The Bleeder - La storia del vero Rocky Balboa (The Bleeder), regia di Philippe Falardeau (2016)
- Mechanic: Resurrection, regia di Dennis Gansel (2016)
- Attacco al potere 2 (London Has Fallen), regia di Babak Najafi (2016)
- Stonehearst Asylum, regia di Brad Anderson (2014)
- Before I Go to Sleep, regia di Rowan Joffé (2014)
- I mercenari 3 (The Expendables 3), regia di Patrick Hughes (2014)
- Homefront, regia di Gary Fleder (2013)
- Killing Season, regia di Mark Steven Johnson (2013)
- Attacco al potere - Olympus Has Fallen (Olympus Has Fallen), regia di Antoine Fuqua (2013)
- Stolen, regia di Simon West (2012)
- I mercenari 2, regia di Simon West (2012)
- I mercenari - The Expendables, regia di Sylvester Stallone (2010)
- Conan the Barbarian, regia di Marcus Nispel (2010)
- Quantum Apocalypse, regia di Justin Jones (2009)
- Ninja, regia di Isaac Florentine (2009)
- John Rambo, regia di Sylvester Stallone (2008)
- Sfida senza regole, regia di Jon Avnet (2008)
- Shark in Venice, regia di Danny Lerner (2008)
- Megasnake - film TV, regia di Tibor Takács (2007)
- Gryphon - film TV, regia di Andrew Prowse (2007)
- L'inchiesta - miniserie TV, regia di Giulio Base (2006)
- Snakeman - Il predatore, regia di Allan A. Goldstein (2005)
- MosquitoMan - Una nuova razza di predatori, regia di Tibor Takács (2005)
- Shark Invasion (Raging Sharks), regia di Danny Lerner (2005)
- SharkMan - Una nuova razza di predatori (Hammerhead), regia di Michael Oblowitz (2005)
- Larva (Metamorphosis) - film TV, regia di Tim Cox (2005)
- The Cutter - Il trafficante di diamanti, regia di William Tannen (2005)
- Creature - film TV, regia di Tim Cox (2004)
- Skeleton Man - film TV, regia di Johnny Martin (2004)
- Hell - Esplode la furia (In Hell), regia di Ringo Lam (2003)
- Shark Zone, regia di Danny Lerner (2003)
- Cacciatore di alieni, regia di Ron Krauss (2003)
- Rats, regia di Tibor Takács (2003)
- Sottomarini - Submarines , regia di David Douglas (2003)
- Shark Attack 3 - Emergenza squali, regia di David Worth (2002)
- Crocodile 2, regia di Gary Jones (2002)
- River of Fear, regia di Yossi Wein (2001)
- Invasion of the spiders, regia di Sam Firstenberg (2001)
- Shark Attack 2, regia di David Worth (2001)
- Octopus, regia di John Eyres (2000)
- Crocodile, regia di Tobe Hooper (2000)
- Spiders, regia di Gary Jones (2000)
- Shark Attack - Squali all'attacco - film TV, regia di Bob Misiorowki (1999)